# X FUTURE RADIO ON SATURDAY
X FUTURE RADIO ON SATURDAY（クロス・フューチャー・レディオ・オン・サタデー）は、CROSS FMで放送されていたラジオ番組。
放送期間は2001年4月7日～2003年3月29日、放送時間は毎週土曜日7:00〜10:00、北九州本社第2スタジオから生放送された。

## 概要
- 2001年春の番組改編時にスタートしたこの番組の最大の話題は、前番組の「ROLLING SATURDAY」「MODERATO SUNDAY」でディレクターを務めた立山律子がそれらの経験を生かし、番組の企画から構成、選曲、しゃべり、放送機器の扱いまですべてを1人で行う、いわゆるワンマンDJスタイルで放送することであった。同時に彼女が担当する「X FUTURE RADIO ON SUNDAY」もスタートし、彼女にとって週末朝の顔という新しいチャレンジでもあった。
- 2002年春の番組改編により立山律子は平日昼間のワイド番組「CROSS RADIO 10」に移動となり、同年4月6日の放送からは佐藤忠典がナビゲーターを務めた。この時も同様にワンマンDJスタイルで放送された。尚、「X FUTURE RADIO ON SUNDAY」のほうは八木徹が担当した。

## ナビゲーター
- 立山律子 （2001年4月7日 - 2002年3月30日）

それまで平日昼間の顔というイメージの強かった彼女にとって、初の週末ワイド番組の担当であった。
- 佐藤忠典 （2002年4月6日 - 2003年3月29日）

この番組の前番組「ROLLING SATURDAY」ではナビゲーターを務めつつ、立山律子にディレクションを指導していた人物である。
同時期6:00〜7:00に放送されていた「CROSS RISING LIVE 600」を放送した後、この番組を担当するという、2番組連続の担当となった。

## 主なコーナー

### 立山律子担当時（2001年4月7日 - 2002年3月30日）
- ショート・モーニング （7:20頃）

週末気分を盛り上げるアップテンポな曲を3曲続けて放送した。
- トゥデイズ・ピックアップ （随時）

世界中から届くニュースや、近々公開される映画、地元のお得な情報など、さまざまな話題を紹介した。また8時台には長谷川ひろし（長谷川弘志）がコメンテーターとして電話で登場した。
- リスナーズ・コレクション （8:00頃）

リスナーから3曲、その流れを考えた選曲をしてもらい、そのリクエストを募って放送した。ナビゲーターはリクエストを紹介したリスナーの生まれた西暦から占った結果を紹介した。このコーナーは「X FUTURE RADIO ON SUNDAY」でも同じ時間に放送されたがリスナーに好評だったため、そのまま「CROSS RADIO 10」に引き継がれた。
- ショービズ・ナウ （9:30頃）

世界の芸能情報を紹介した。

### 佐藤忠典担当時（2002年4月6日 - 2003年3月29日）
- ニュース・フラッシュ （7:20頃）

朝届いているニュースを紹介した。

## エピソードなど
- この番組以降、同局の週末朝のワイド番組は全てワンマンDJスタイルで放送されている。
- 立山律子担当時はそのテンポの良さやリスナー受けの良さなどから、番組審議会でも「こういう番組を待っていた」など好評を得ていたが、佐藤忠典が担当してからはあんまり芳しくない評価を受けていた。
- この番組終了後、立山律子は再び土曜日の朝の顔として「CROSS SATURDAY MORNING」を担当することになった。
- 佐藤忠典担当時、この番組の前に放送された「CROSS RISING LIVE 600」で担当ADが番組のエンディングで会話に参加するようになっていたため、双方のADを務めた大川直子がこの番組中のメッセージ紹介でも会話に参加した。なお大川直子は2002年4月から9月まで放送された「CROSS RISING SUNDAY SPECIAL」のナビゲーターも務めた。
- また、大川直子が番組を休んだ際、当時「CROSS RADIO 10」のADを務めていた鶴田弥生がADとして登場した。現在同局でナビゲーターを務める鶴田弥生の声が同局で初めて流れたのはこの時である。

| CROSS FM 土曜日朝のワイド番組 | CROSS FM 土曜日朝のワイド番組 | CROSS FM 土曜日朝のワイド番組       |
| 前番組                        | 番組名                        | 次番組                              |
| ----------------------------- | ----------------------------- | ----------------------------------- |
| ROLLING SATURDAY (7:00-10:00) | X FUTURE RADIO ON SATURDAY    | CROSS SATURDAY MORNING (7:00-12:00) |